# كووورة
موقع كووورة هو موقع ويب عربي رياضي تأسس عام 2002 بواسطة البحريني خالد الدوسري، وهو الموقع الرياضي العربي الأول، وحسب إحصائيات أليكسا إنترنت يحتل الموقع في المركز رقم 552 عالمياً (يوليو 2017).
يغطي الموقع أكثر من 40 رياضة مختلفة؛ في حين تمثل كرة القدم نحو 80% من نشاط الموقع بينما يمثل التنس نحو 10% من النشاط وباقي النشاط يهتم ببقية الألعاب الرياضية الأخرى. ويعمل لحساب الموقع ما يقارب 25 مراسلاً في شتّى أنحاء العالم، إضافة إلى مئات المتطوعين الذين يساعدون في تحديث بعض المعلومات والإحصاءات وتدقيق مساهمات زوار الموقع.

## التوسع
في عام 2012 انتقل الموقع إلى دبي في إطار خطة توسع تهدف إلى زيادة عدد العاملين فيه بنسبة 100% ليصل العدد إلى حوالي 80 شخصاً بحلول عام 2015.

## الاستحواذ
في أبريل 2022، استحوذت شركة فوتبولكو (بالإنجليزية: FootballCo) البريطانية على موقع كووورة. أعلن المؤسس والرئيس التنفيذي خالد الدوسري في مقابلة مع قناة العربية أن قيمة الاستحواذ تتجاوز 25 مليون دولار أمريكي.
وفقاً لتصريحات الدوسري لصحيفة الأيام البحرينية، فإن الملكية انتقلت بالكامل إلى الشركة المستحوذة وأن السياسة التحريرية ستبقى كما هي دون تغيير.

## وصلات خارجية
- الموقع الرسمي